# Estación de Crevillente
Crevillente es una estación de ferrocarril situada en el municipio español de Crevillente, en la provincia de Alicante, comunidad Valenciana. Las instalaciones disponen de servicios de Media Distancia y forma parte de la línea C-1 de Cercanías Murcia/Alicante.

## Situación ferroviaria
Las instalaciones ferroviarias se encuentran situadas en el punto kilométrico 30,3 de la línea férrea de ancho ibérico Alicante-El Reguerón, a 40 metros de altitud sobre el nivel del mar, entre las estaciones de Albatera-Catral y Elche-Carrús. El tramo es de vía única y está sin electrificar.

## Historia
La estación fue inaugurada el 11 de mayo de 1884 con la puesta en funcionamiento de la línea Alicante-Alquerías. Las obras corrieron a cargo de la Compañía de los Ferrocarriles Andaluces que de esta forma expandía su red fuera de su principal zona de actuación. La línea enlazaba en Alquerías con MZA lo que permitió unir Alicante con Murcia. En 1941 con la nacionalización del ferrocarril en España la estación pasó a ser gestionada por RENFE.
Desde enero de 2005 el ente Adif es el titular de las instalaciones ferroviarias. 

## Servicios ferroviarios

### Cercanías
Pertenece a la línea C-1 de Cercanías Murcia/Alicante. La frecuencia de paso es un tren cada 30-60 minutos.

### Media Distancia
Dispone de servicios de media distancia que permiten conexiones con ciudades como Murcia, Alicante o Valencia.
| Línea MD | Trenes | Origen/Destino |  | Destino/Origen    |
| -------- | ------ | -------------- |  | ----------------- |
| 44       | MD     | Valencia-Norte |  | Murcia del Carmen |